# Petrolisthes cessacii
Petrolisthes cessacii är en kräftdjursart som först beskrevs av Alphonse Milne-Edwards 1878.  Petrolisthes cessacii ingår i släktet Petrolisthes och familjen porslinskrabbor. Inga underarter finns listade i Catalogue of Life.